# Marzocco (Donatello)

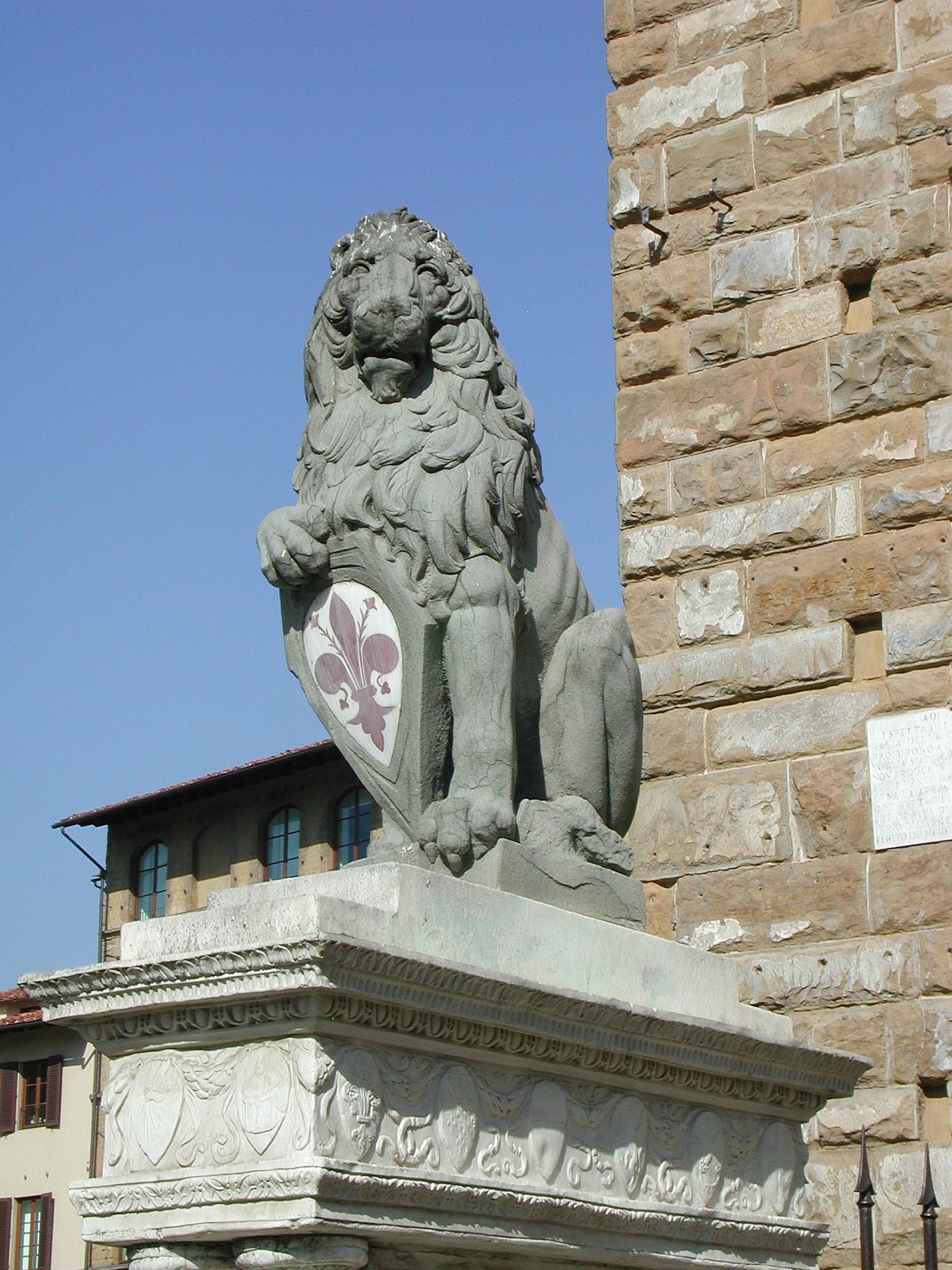
Copia en la plaza de la Signoria

El Marzocco es una escultura ejecutada entre 1419 y 1420, del artista del Renacimiento italiano Donatello. Representa un león heráldico de la ciudad de Florencia. Se encuentra en el Museo Nazionale del Bargello en Florencia.

## Historia
Donatello recibió el encargo por parte de la República de Florencia, con motivo de la visita  a la ciudad del papa Martín V, de la ejecución de una estatua en pietra serena (piedra gris), representando un marzocco, figura de un león símbolo del orgulloso carácter florentino y que sujeta con una garra el escudo de armas de la ciudad. 
Se pensó para ser erigido en la escalinata que conducía a las habitaciones papales de Santa Maria Novella. Más tarde en 1810 fue colocado en la Piazza della Signoria, para finalmente ser reemplazado por una copia y llevado el original al museo Bargello.
El escultor supo dar una gran vivacidad a la expresión del animal heráldico, que se muestra con majestuosidad  y orgullo en su expresión.